# Världsmästerskapen i alpin skidsport 1993
Världsmästerskapen i alpin skidsport 1993 hölls i Morioka, Japan mellan den 4 och 14 februari 1993. Herrarnas super-G blev inställt på grund av det dåliga vädret.

## Resultat herrar

### Störtlopp
Datum: 5 februari 1993

| Placering | Land    | Namn         | Tid     |
| --------- | ------- | ------------ | ------- |
| 1         | Schweiz | Urs Lehmann  | 1.32,06 |
| 2         | Norge   | Atle Skårdal | 1.32,66 |
| 3         | USA     | A.J. Kitt    | 1.32,98 |

### Super-G
Inställt

### Storslalom
Datum: 10 februari 1993
| Placering | Land      | Namn                | Tid     |
| --------- | --------- | ------------------- | ------- |
| 1         | Norge     | Kjetil André Aamodt | 2.15,36 |
| 2         | Österrike | Rainer Salzgeber    | 2.16,23 |
| 3         | Sverige   | Johan Wallner       | 2.17,27 |

### Slalom
Datum: 13 februari 1993
| Placering | Land      | Namn                 | Tid     |
| --------- | --------- | -------------------- | ------- |
| 1         | Norge     | Kjetil André Aamodt  | 1.40,33 |
| 2         | Luxemburg | Marc Girardelli      | 1.40,37 |
| 3         | Österrike | Thomas Stangassinger | 1.40,44 |

### Kombination
Datum: 8 februari 1993
| Placering | Land      | Namn                |
| --------- | --------- | ------------------- |
| 1         | Norge     | Lasse Kjus          |
| 2         | Norge     | Kjetil André Aamodt |
| 3         | Luxemburg | Marc Girardelli     |

## Resultat damer

### Störtlopp
Datum: 11 februari 1993
| Placering | Land      | Namn           | Tid     |
| --------- | --------- | -------------- | ------- |
| 1         | Kanada    | Kate Pace      | 1.27,38 |
| 2         | Norge     | Astrid Lødemel | 1.27,66 |
| 3         | Österrike | Anja Haas      | 1.27,84 |

### Super G
Datum: 14 februari 1993
| Placering | Land      | Namn            | Tid     |
| --------- | --------- | --------------- | ------- |
| 1         | Tyskland  | Katja Seizinger | 1.33,52 |
| 2         | Österrike | Sylvia Eder     | 1.33,68 |
| 3         | Norge     | Astrid Lødemel  | 1.34,07 |

### Storslalom
Datum: 10 februari 1993
| Placering | Land      | Namn          | Tid     |
| --------- | --------- | ------------- | ------- |
| 1         | Frankrike | Carole Merle  | 2.17,59 |
| 2         | Österrike | Anita Wachter | 2.17,99 |
| 3         | Tyskland  | Martina Ertl  | 2.18,70 |

### Slalom
Datum: 9 februari 1993
| Placering | Land      | Namn                 | Tid     |
| --------- | --------- | -------------------- | ------- |
| 1         | Österrike | Karin Buder          | 1.27,66 |
| 2         | USA       | Julie M. J. Parisien | 1.27,87 |
| 3         | Österrike | Elfi Eder            | 1.28,65 |

### Kombination
Datum: 5 februari 1993
| Placering | Land      | Namn          |
| --------- | --------- | ------------- |
| 1         | Tyskland  | Miriam Vogt   |
| 2         | USA       | Picabo Street |
| 3         | Österrike | Anita Wachter |

## Medaljligan
| Placering | Land      | Guld | Silver | Brons | Total |
| --------- | --------- | ---- | ------ | ----- | ----- |
| 1         | Norge     | 3    | 3      | 1     | 7     |
| 2         | Tyskland  | 2    | -      | 1     | 3     |
| 3         | Österrike | 1    | 3      | 4     | 8     |
| 4         | Frankrike | 1    | -      | -     | 1     |
|           | Kanada    | 1    | -      | -     | 1     |
|           | Schweiz   | 1    | -      | -     | 1     |
| 7         | USA       | -    | 2      | 1     | 3     |
| 8         | Luxemburg | -    | 1      | 1     | 2     |
| 9         | Sverige   | -    | -      | 1     | 1     |